# Hypoestes kuntzei
Hypoestes kuntzei är en akantusväxtart som beskrevs av C. B. Cl. och Ridley. Hypoestes kuntzei ingår i släktet Hypoestes och familjen akantusväxter. Inga underarter finns listade i Catalogue of Life.